# Plat bernois
Le plat bernois (berner Teller) est un plat de viandes de la cuisine bernoise (Suisse). Il est en général pris comme repas du soir.

## Description
Il se compose de plusieurs sortes de viandes et saucisses fumées ou cuites. Le choix des viandes varie d'une région à l'autre :
- langue de bœuf fumée
- lard fumé ou bouilli
- épaule de porc
- Gnagi (jarret de porc)
- saucisses à cuire
- oreilles de porc
- queue de porc

Le plat bernois s'accompagne soit de choucroute garnie de genièvre, soit de haricots verts et de pommes de terre cuites avec la viande.
Selon la légende, ce plat fut imaginé pour fêter la victoire des troupes bernoises sur les françaises lors de la bataille de Neuenegg, le 5 mars 1798,.